# Sarantīs Mastrogiannopoulos
Sarantīs Mastrogiannopoulos (in greco Σαράντης Μαστρογιαννόπουλος?; Patrasso, 3 dicembre 1997) è un cestista greco.